# Legió XV Primigenia
La Legió XV Primigenia va ser una legió romana creada per Calígula l'any 39 quan necessitava homes per lluitar a la Germània Superior i a la Germània Inferior. Portava aquest nom perquè estava dedicada a la deessa Fortuna Primigènia, la divinitat preferida de l'emperador. Portava el número XV perquè havia de compartir el campament amb la Legió XIV Gemina.
L'any 39, segons diu Suetoni, Calígula va emprendre una expedició de càstig contra les tribus germàniques situades a l'altra banda del Limes Germanicus. La XV Primigenia i la seva bessona la XXII Primigenia van travessar els Alps fins a la vora del Rin, on van entrar en combat a Wiesbaden. La campanya de Calígula no va tenir gaire importància.
En temps de Claudi la XV Primigenia va situar-se a Mogoncíacum (avui Magúncia), probablement amb la XIV Gemina. Quan l'emperador va envair Britànnia l'any 41 es va emportar algunes legions. La XV Primigenia va ser traslladada a Xanten, per substituir la Legió XXI Rapax que havia marxat a Britànnia. A Xanten, la legió compartia campament amb la V Alaudae. En aquella època un dels oficials de la legió era Plini el Vell. Segurament la XV Primigenia i la V Alaudae van formar part de l'expedició que Gneu Domici Corbuló va iniciar contra els frisis i els cats l'any 48, i van ocupar territoris a l'altra banda del riu. Claudi va ordenar que consideressin el Rin com a frontera entre l'Imperi Romà i Germània, segons diu Tàcit.
L'any 68, la XV Primigenia va formar part de l'exèrcit que van reunir els governadors de les dues Germànies a les ordres de Virgini Rufus, el governador de la Germània Superior per reprimir la sublevació de Juli Víndex que s'havia aixecat contra Neró. Poc després, els legionaris de la XV Primigenia van acceptar el derrocament de Neró i van jurar lleialtat a Galba, que havia nomenat governador de la Germània Inferior al futur emperador Vitel·li. A principis de l'any 69, l'any dels quatre emperadors, les legions comandades per Vitel·li el van recolzar perquè fos nomenat emperador.
Entre el 15 de gener i el 7 d'abril, una part dels soldats de la XV Primigenia, a les ordres de Fabi Valent va marxar cap al sud en direcció a Itàlia, atacant les ciutats que anava travessant.
Assassinat Galba el 15 de gener de l'any 69 per un dels soldats que formava part del destacament desplaçat a Roma, anomenat Camuri, la Legió XV Primigenia no va voler acatar a Otó i va seguir recolzant Vitel·li.
La vexillatio de la XV Primigenia destacada a Itàlia va prendre part a la decisiva primera batalla de Bedríacum, que va aconseguir anorrear les forces d'Otó, que es va suïcidar. No gaire temps després, a la Segona batalla de Bedríacum, aquesta vexillatio i la resta de les tropes fidels a Vitel·li van caure vençudes a mans de Marc Antoni Prim, lloctinent de Vespasià, que havia estat proclamet emperador per les legions d'Orient.
Els soldats supervivents de la vexillatio de la XV Primigenia van ser dispersats per les províncies d'Il·líria, i segurament destinats a defensar el limes del Danubi.
Mentrestant, a l Danubi s'havien revoltat els bataus dirigits per Juli Civilis. El governador Hordeoni Flac, fidel a Vespasià, va ordenar a Mummi Luperc, legat de la XV Primigenia a la que hi va ajuntar les restes de la Legió V Alaudae que ataqués els rebels, però Luperc va ser derrotat prop de Nijmegen. Les legions es van poder refugiar a Xanten on els bataus les van assetjar. La Legió I Germanica, la XVI Gallica i la XXII Primigenia van voler trencar el setge, però les dues legions refugiades a la ciutat es van haver de rendir a principis de l'any 70. Poc després la I Germanica i la XVI Gallica es van rendir també. Fins al cap d'un temps No va enviar Vespasià un exèrcit per reconquerir els territoris, comandat per Quint Petil·li Cerial. Els supervivents de la I Germànica es van afegir a la Legió VII Gèmina, però la XV Primigenia i la V Alaudae no es van reconstruir.